# Demetrio Zvonimir de Croacia
Demetrio Zvonimir (en croata: Dmitar Zvonimir pronunciado [dmîtar zʋônimiːr]; m. 1089) fue Rey de Croacia y Dalmacia desde 1076 hasta su muerte en 1089. Fue coronado rey en Solin el 8 de octubre de 1076. Zvonimir también sirvió como Ban de Croacia (1064–1074), y fue nombrado Duque de Croacia alrededor de 1075. Su nombre nativo era Zvonimir;  adoptó el prenombre Demetrio (Demetrius, Dmitar en croata) en su coronación.
Empezó como ban de Croacia al servicio del rey Petar Krešimir IV. Después fue nombrado duque de Croacia por el mismo rey, que le proclamó su heredero. En 1075, Demetrio Zvonimir ascendió al trono croata gracias a la diplomacia papal. Su reinado está caracterizado por ser relativamente pacífico, sin grandes campañas militares; se centró en potenciar el desarrollo económico y cultural de Croacia. Fue el último rey nativo en ejercer poder real sobre todo el Estado croata, que heredó durante su apogeo y gobernó desde la ciudad de Knin.
Las leyendas medievales alegan que fue asesinado; su muerte y sucesión son temas de controversia en la historiografía croata y a su reinado le siguió un periodo de anarquía. La mayoría de fuentes lo consideran el último rey nativo de Croacia. Su muerte fue el detonante de la guerra de sucesión croata, que puso fin a la existencia de Croacia como Estado independiente con la ascensión al trono de la casa de Árpád, de origen húngaro, y la unión de Croacia y Hungría.

## Biografía

### Primeros años
Su origen y extracción son inciertas. Se sabe que tuvo magister (latino para "profesor") llamado "Šestak", que también contribuyó a construir monasterios alrededor Croacia; que su tío materno se llamaba Streza; y que su familia poseyó algunas propiedades cercan de Biograd. Algunos historiadores han propuesto que era descendiente de Svetoslav Suronja, cuyos parientes huyeron a Venecia y buscaron refugio en Hungría. Esto reforzaría las tesis de que comenzó su carrera como ban de Eslavonia.

### Banatos de Eslavonia y Croacia
Durante el reinado de Peter Krešimir IV (su pariente a través de la familia veneciana de los Orseoli), se conjetura que Zvonimir inicialmente administró Eslavonia, específicamente la tierra entre los ríos Drava y Sava, con el título de ban. El término "Eslavonia" (en latín: Sclavonia) se utilizaba en la época para designar los territorios actuales de Eslavonia y noroeste de Croacia.

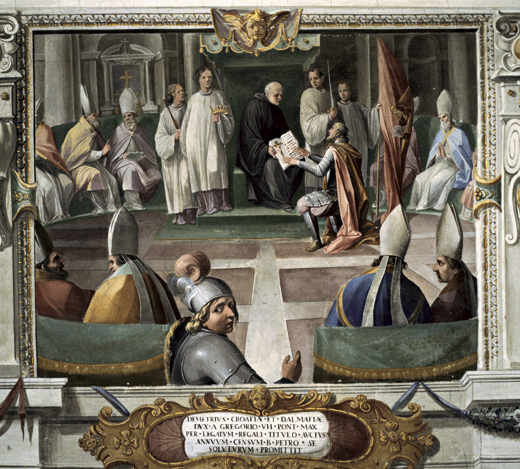
El Juramento de Zvonimir, fresco de Vaticano de 1611

El vecino Sacro Imperio Romano gobernado por Enrique IV invadió Hungría en 1063 para restaurar a Salomón en el trono. Hungría estaba entonces gobernada por Béla I, cuya tercera hija Helen se estaba casada con Zvonimir. Según el Chronicon Pictum, Croacia fue también atacada alrededor de 1067 por el ejército Carantinio de Ulric I, que ocupó parte de Kvarner y la costa oriental de Istria, la Marca de Dalmatia. Como el rey croata estaba preocupado por la rebelión en Dalmacia, debido a la prohibición de utilizar la liturgia eslava, Zvonimir se vio obligado a buscar la protección de Salomón de Hungría. Géza I y Salomón ayudaron a Zvonimir a restaurar su autoridad en la Marca de Dalmacia. Después de expulsar a los Carantinios de Croacia, el Ban Zvonimir envió regalos a Salomón como señal de agradecimiento. Poco después, en 1070, Zvonimir es mencionado como Ban de Croacia en cartas de Zadar, como sucesor de Gojko. La documentación croata de la época era emitida en nombre de ambos, el Rey Peter Krešimir y el Ban Zvonimir. A principios de 1075, Zvonimir llevaba el título de "Duque de Croacia", lo que le otorgaba el gobierno del norte de Dalmacia, y le convertía en asesor principal del rey y su heredero. Ese mismo año, los Normandos del sur de Italia, dirigido por el Conde Amico de Giovinazzo, invadieron Croacia y capturaron a un rey croata, cuyo nombre no es mencionado, y que probablemente era Peter Krešimir, que murió poco después. Hacia mediados de 1075, Zvonimir recuperó la lealtad de las ciudades costeras de Dalmacia que se habían pasado a los Normandos. Entretanto, otro candidato al trono, Esteban Trpimirović, que también había sido duque de Croacia, abandonó su demanda y se retiró a la iglesia de San Esteban Bajo los Pinos, en las cercanías de Split, donde llevaría una vida de retiro. Esto abrió el camino del trono a Zvonimir, que contaba con el apoyo del papa Gregorio VII.

### Reinado como rey

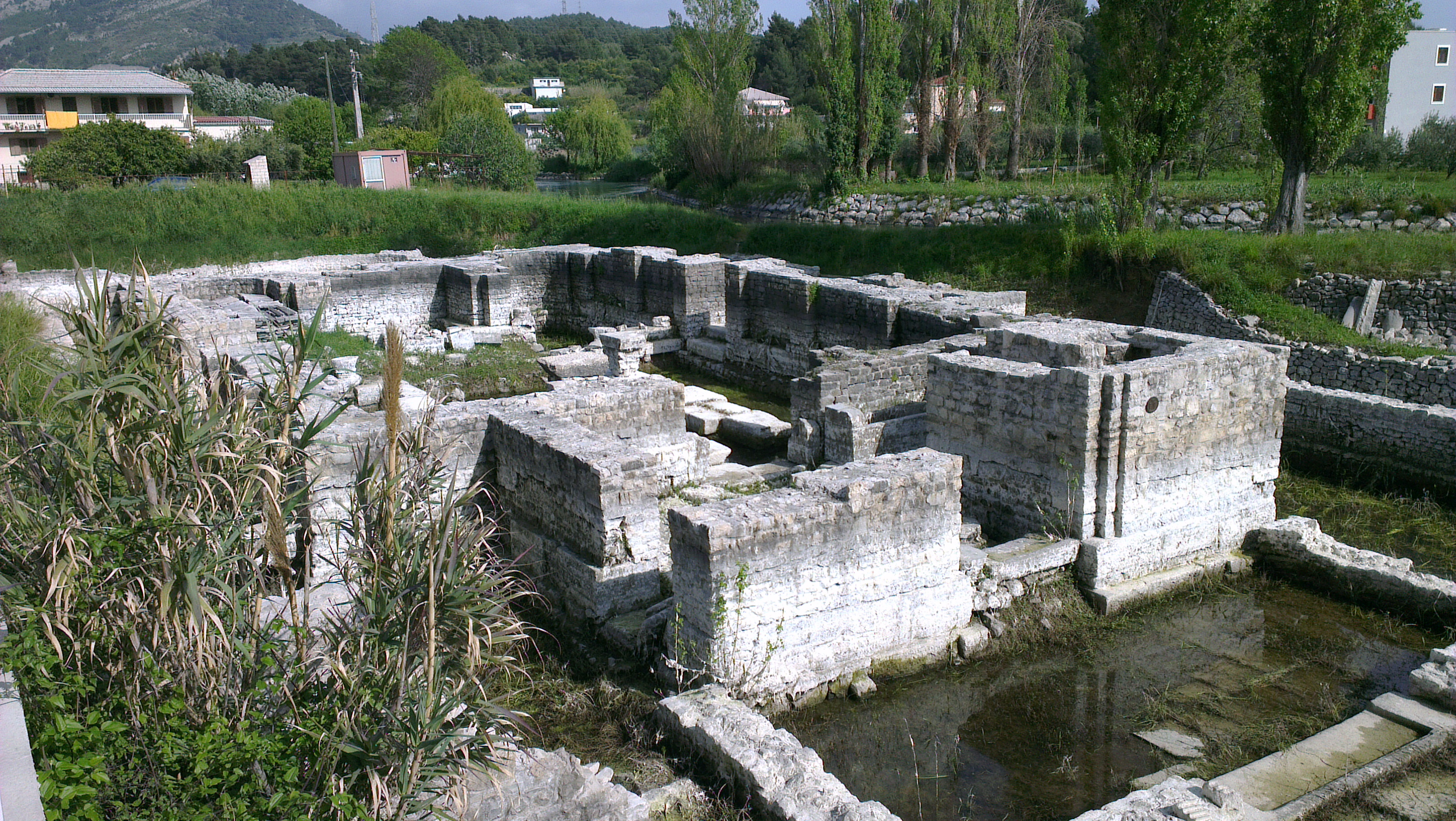
Iglesia vacía, del siglo XI

Zvonimir fue coronado el 8 de octubre de 1076 en Solin en la basílica de los Santos Pedro y Moisés (hoy conocida como la Iglesia Vacía) por un representante del papa Gregorio VII (1073-1085). Zvonimir hizo juramento de lealtad al Papa, prometiendo apoyar la implementación de las reformas de Iglesia en Croacia. Después de su coronación, Zvonimir en 1076 entregó al papa el monasterio Benedictino de San Gregorio en Vrana al Papa, ambos como signo de lealtad y como alojamiento para los legados papales que visitaban Croacia. El título de Zvonimir era "Rey de Croacia y Dalmacia" (en latín: Rex Chroatie atque Dalmatie), mientras su nombre y título en lengua croata, según se puede ver en la tableta de  Baška, era ", kral hrvatski" (Zvonimir, rey croata), en escritura Glagolítica zvъnъmirъ, kralъ xrъvatъskъ. Adoptó el nombre cristiano de "Demetrio" en su coronación, probablemente por el santo Pope Demetrio de Alejandría.

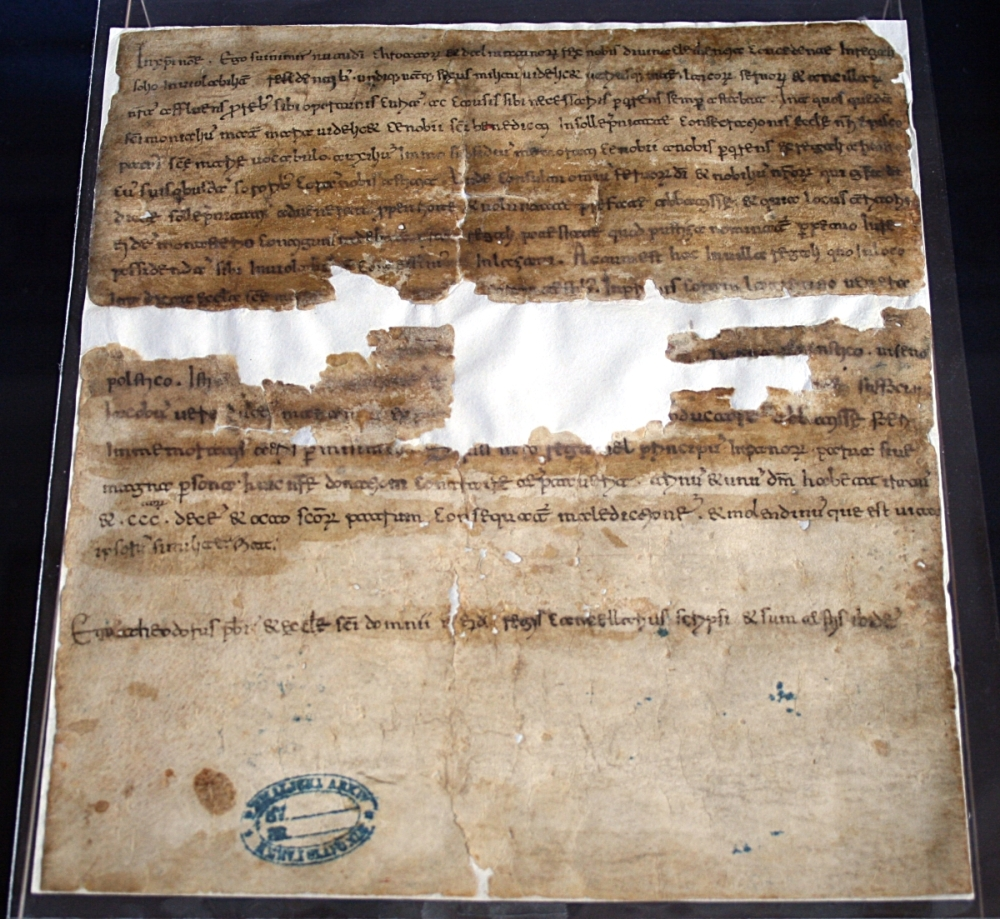
Concesión de Zvonimir

Tras la coronación de Zvonimir, los legados papales convocaron un consejo eclesiástico en Slit, en el que se reiteró la prohibición del uso del eslavo en la liturgia y se condenó el alfabeto cirílico, que había sido considerado herético en 1060. El rey instituyó la reforma gregoriana; también prometió la abolición de la esclavitud, pero escaso éxito. Mantuvo su autoridad sobre Dalmacia, alcanzando la lejana ciudad de Osor en la isla de Cres, donde es mencionado en un lauda en 1082. Continuó la política expansiva y prorromana de su predecesor, manteniendo una alianza estrecha con el papado. Realizó importantes donaciones al arzobispado de Split, que había sido su asesor personal.
Demetrio Zvonimir intentó afianzar el control sobre su reino desbancando a los nobles locales (dirigentes provinciales hereditarios y terratenientes) de la administración local y reemplazándolos con sus propios seguidores, nobles cortesanos y, como expresión de su conexión con el papado, altos clérigos. Los nobles provinciales gobernaban en sus provincias (županije) con considerable autonomía. En 1080, Demetrio prometió a su hija Klaudija al noble Vonick del clan Lapčani, al que concedió también el condado (županija) de Karin como dote.
En torno a 1079, comenzaron a surgir tensiones entre Croacia y el vecino Sacro Imperio Romano, cuyo duque Vecelin (dependiente del emperador Enrique IV) estaba preparando un ataque contra Croacia desde sus propiedades en Istria. El papa intervino en defensa de Zvonimir, instando a Vecelin a elevarle a él cualquier queja con respecto a asuntos relacionados con el rey.  Los Annales Carinthiæ y la Chronica Hungarorum informan que Zvonimir finalmente invadió Carintia para ayudar a Hungría entre 1079 y 1083, pero esto es discutido. Demetrio Zvonimir también adoptó una línea dura contra el Imperio bizantino, pero, a diferencia de Peter Krešimir IV, apoyó a los normandos, que estaban en guerra con Bizancio. Cuando Roberto Guiscardo, duque de Apulia, invadió las provincias balcánicas occidentales del imperio en 1084, Zvonimir envió tropas en su ayuda.

Mapa de Croacia a finales del reinado de Zvonimir (1089).

### Muerte y sucesión
Hay varias versiones sobre la muerte de Zvonimir. El cronista del siglo XIII Tomás el Archidiácono y una carta del rey Esteban II, emitida posiblemente poco después de su muerte en 1089, afirman que Zvonimir murió por causas naturales. Esta visión había sido aceptada mayoritariamente por la historiografía moderna. Varias fuentes posteriores datan la fecha de su muerte el 20 abril del año 1089. También nombran el pueblo de Kosovo (hoy  Biskupija cerca de Knin) y la plaza junto a la basílica de Santa Cecillia como el lugar de su muerte. Estas fuentes eran típicamente asociadas con las teoría sobre su asesinato, consideradas ahora una leyenda medieval.
Probablemente, fue enterrado inicialmente en la iglesia de Santa María cerca de su capital de Knin; sus restos fueron trasladados luego al cercano Kapitul en Knin, y posteriormente se perdieron durante la conquista otomana y destrucción que sufrió la región en el siglo XVI.
Demetrio Zvonimir estuvo casado con su pariente lejana Jelena, hermana de Ladislao I de Hungría. A través de Helena, Dmitar conectó con las familias reales no sólo de Hungría, sino también de Polonia, Dinamarca, Bulgaria, y Bizancio. Tuvieron un hijo, Radovan, que murió ante que él, y una hija, Claudia, que se casó con el vojvoda de Lapčani Lika. Al morir sin sucesión, fue sucedido por Esteban II, último de la Casa de Trpimirović. Esteban reinó brevemente hasta su muerte en 1091, momento en el que Ladislao se convirtió en el candidato mejor situado.
Croacia entró entonces en un periodo de anarquía: varios bandos y nobles se disputaron la supremacía en el reino. La crónica de siglo XIV Chronicon Pictum narra que, tras la muerte de Zvonimir, su viuda solicitó a hermano Ladislao que interviniera. La Historia Salonitana asevera en cambio que fue uno de los nobles eslavonios el que realizó la petición al rey húngaro.

## Legado

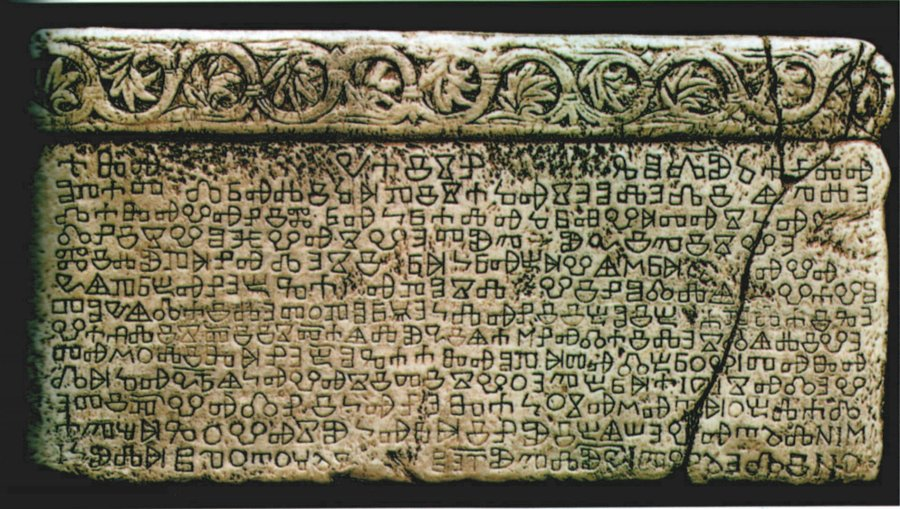
Lápida de Baška, 1100 Ad

Demetrio Zvonimir es visto en la Croacia contemporánea como el último rey nativo que ostentó algún tipo de poder real y se lo considera uno de los héroes nacionales del periodo medieval. La muerte de su hijo Radovan, y el corto reinado de Esteban II sumió a Croacia en la guerra y la anarquía, lo que resultó en su unión con Hungría, que duraría hasta 1918.
La significativa lápida de Baška fue inscrita poco después de su muerte y contiene referencias a él y a numerosos nobles del siglo XI. Por primera vez, se menciona el título de los reyes Croatas en croata: kral (kralj en moderno croata). Su nombre aparece también en los fragmento de Jurandvor de los siglos XI o XII, de la misma iglesia de Baška, en la isla de Krk.

### Leyenda sobre su muerte
Un cronista húngaro-polaco del siglo XIII es la primera fuente en hablar de su asesinato. Justifica la conquista de Croacia por parte de Ladislao como una venganza por la muerte de Zvonimir.
Otra relato, de la redacción croata de la Crónica del Sacerdote de Duklja, dice que en 1089, deseando sanar el Cisma de Oriente, el papa Urbano II pidió a Zvonimir, su aliado balcánico más fuerte, que ayudara a Alejo Comneno en su lucha contra los Selyúcidas. Zvonimir reunió el Sabor en un lugar llamado "siete iglesias en Kosovo", que ha sido identificado por los arqueólogos como Biskupija cerca de Knin. Su intención era movilizar el ejército en favor del papa y el emperador, pero la nobleza le rechazó y estalló una rebelión, en la que Zvonimir fue asesinado por sus propios soldados.
La obra de Ivan Tomašić, Chronicon breve Regni Croatiae de 1563, en un relato por otra parte idéntico, señala al capellán real Tadija Slovinac, como asesino del rey, que entró en la tienda del monarca plantada junto a la Basílica de Santa Cecillia en Kosovo y le mató mientras dormía por la insistencia de la población. Tomašić también informa de que sus restos se ubicaban en la Iglesia de San Bartolomé en Kapitul a las afueras de Knin.
Otras fuentes del siglo XVI narran acontecimientos similares, entre ellos un epitafio adscrito a su tumba:

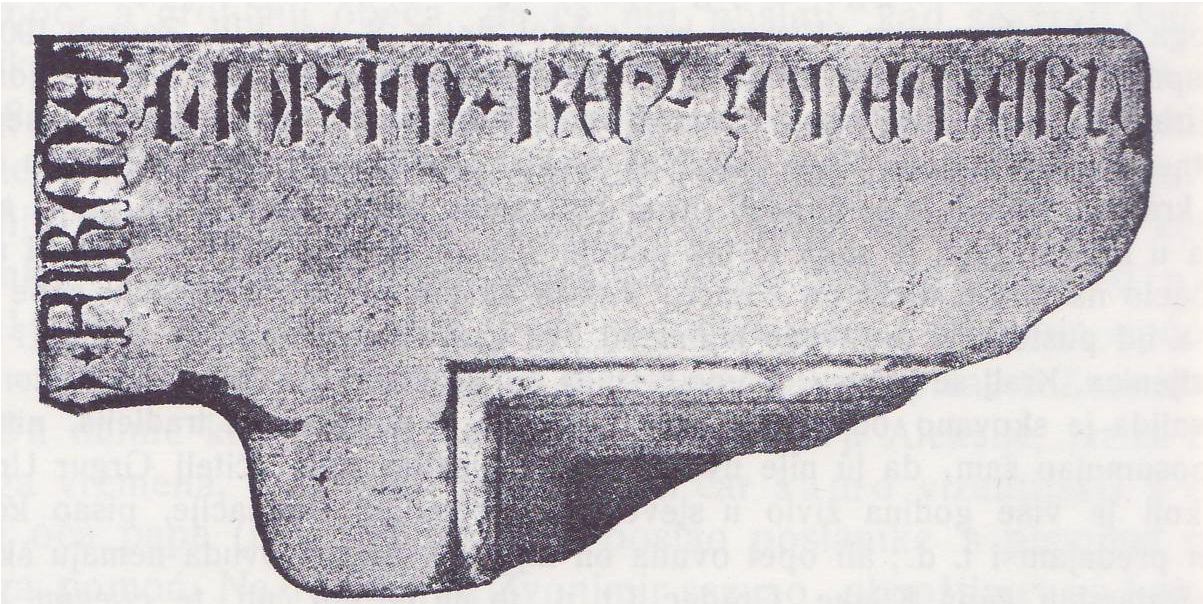
Inscripción de Zvonimir del (Rex Zonomerius), encontrada en Ostrovica

Su muerte marcó el derrumbamiento del poder real croata. El mito de la "Maldición del Rey Zvonimir" está basado en la leyenda de su asesinato. El historiador Johannes Lucius fue el primero en rechazar estas reclamaciones en su trabajo historiográfico de 1673 De regno Dalmatiae et Croatiae ("Sobre el Reino de Dalmacia y Croacia").

### Actualidad
"Zvonimir" es hoy un nombre propio de varón tradicional y bastante común, significando "sonido, repique" (zvoni) y "paz, prestigio" (mir), siendo el rey Zvonimir el primer portador recordado con ese nombre. La Gran Orden del Rey Dmitar Zvonimir, que se otorga a los oficiales de alta gradación, recibe su nombre de él, al igual que numerosas calles en Croacia. La bandera de la Armada Croata y su barco más moderno, RTOP-12 Kralj Dmitar Zvonimir, son nombradas también en conmemoración suya.

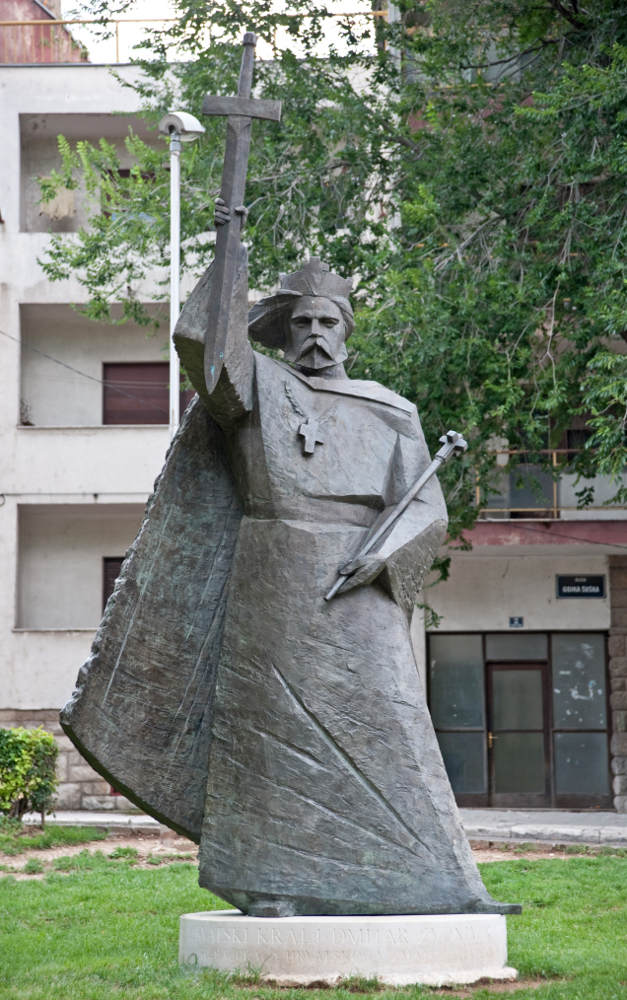
Monumento en Knin,
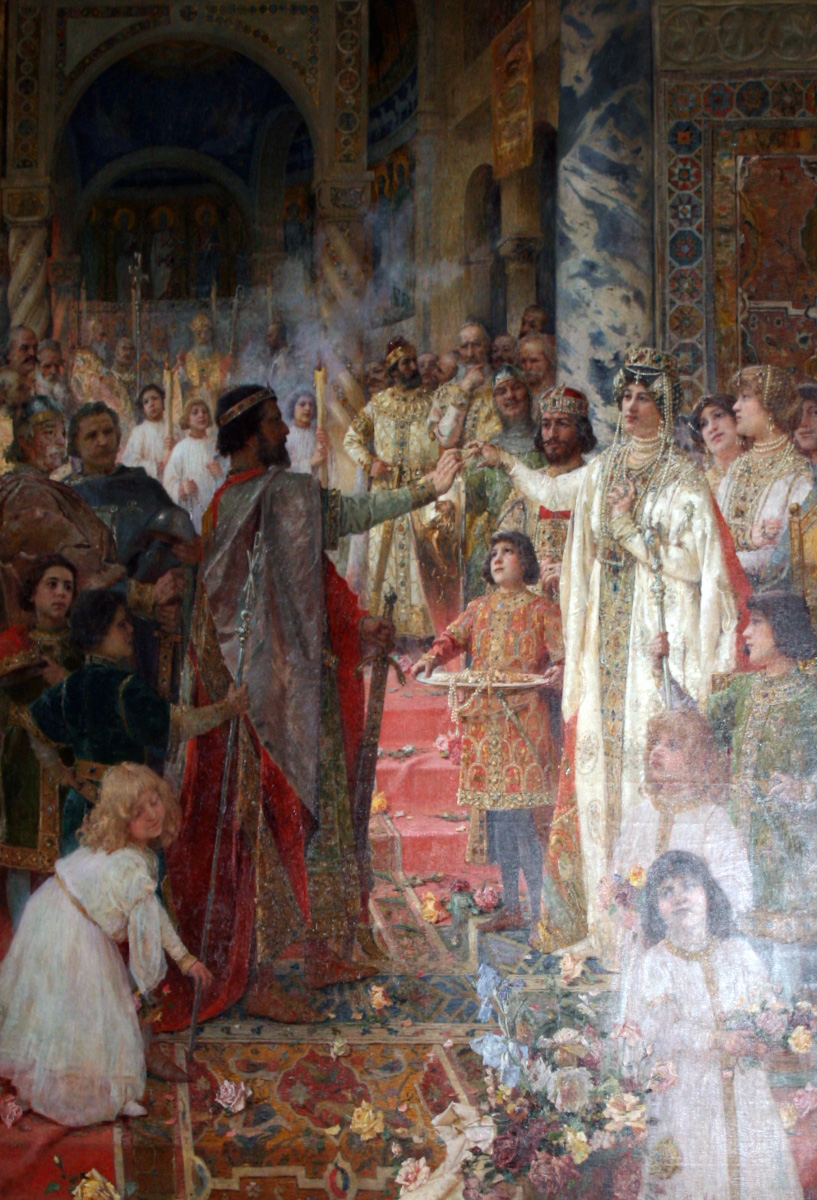
Votos de Zvonimir por Celestin Medović
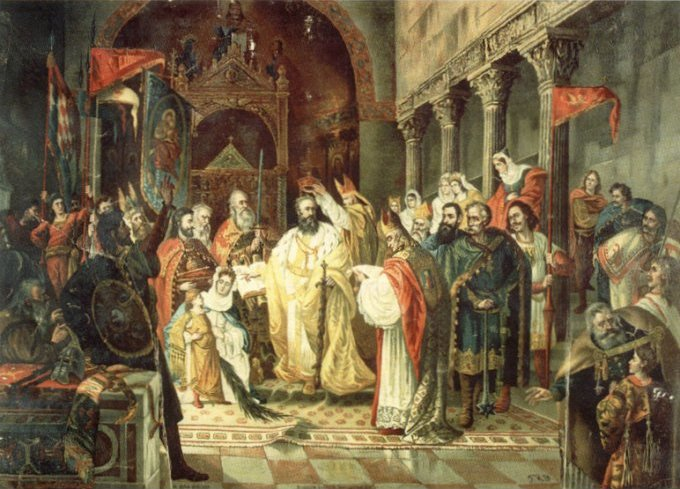
Coronación de Zvonimir por Ferdo Quiquerez, 1897

## Familia
Hacia 1063 Zvonimir se casó con Helena, hija de Béla I de Hungría y su mujer Riquilda de Polonia. Tuvieron tres hijos:
- Radovan[31] (c. 1065 - 1083/1089), heredero designado, pero muerto antes de 1089[32]
- Claudia, esposa de Vonick, Voivoda de Lapčani, Lika[33]
- Vinica, esposa de Michael (?)

## Literatura
- Nemet, Dražen; Death of Croatian king Zvonimir - problem, sources and interpretation
- Gunjača, Stjepan; Ispravci i dopune u starijoj hrvatskoj historiji, Zagreb, Školska knjiga, 1973-1978
- John Van Antwerp Fine; The Early Medieval Balkans: A Critical Survey from the Sixth to the Late Twelfth Century, 1991
- Florin Curta; Southeastern Europe in the Middle Ages, 500-1250